# V-Cube 6
V-cube 6 er en version af Rubiks terning også kendt som professorterning med 6 lag.
| Spil | Spire Denne artikel om spil eller lege er en spire som bør udbygges. Du er velkommen til at hjælpe Wikipedia ved at udvide den. |